# Bugatti Mistral

Heckansicht

Der Bugatti W16 Mistral (auch kurz Bugatti Mistral) ist ein Pkw-Modell.

## Beschreibung
Er ist ein Supersportwagen mit Mittelmotor und das letzte Fahrzeug von Bugatti Automobiles mit dem 8-Liter-W16-Motor, zugleich ist er auch der erste Roadster seit dem Baustart des Chiron. Er zählt jedoch nicht zur Chiron-Serie, sondern wird genauso wie zum Beispiel der Divo oder Centodieci als eigenständiges Fahrzeug (Few-Offs) angesehen und wurde im August 2022 während der Monterey Car Week in Kalifornien vorgestellt. Dennoch finden sich verschiedene Bauelemente von anderen Bugattis wie zum Beispiel die abgerundete Frontscheibe des La Voiture Noire und auch die Lufteinlässe hinter den Sitzen des Veyron. Die 99 Exemplare sind bereits alle mindestens für den Grundpreis von 5,95 Millionen Euro netto verkauft, eine Spezialversion für eine Rekordfahrt kostete 14 Millionen Euro. Wenn alle Exemplare des Mistral ausgeliefert sind, werden noch die Modelle des Bolide ausgeliefert, dann ist die Ära des W16-Motors endgültig vorbei.

## Produktion und Design
Der Bugatti Mistral wird in Molsheim produziert und seit Februar 2025 an die Kunden ausgeliefert. Beim Design wurde darauf geachtet, dass ein typischer Bugatti hergestellt wurde, jedoch sollte nicht einfach nur der Chiron kopiert werden. Das Team von Achim Anscheidt hat so auf Designs der Geschwistermodelle Divo und Centodieci sowie auf dieses des La Voiture Noire zurückgegriffen, und auch sein Vorgängermodell, der Veyron 16.4 Grand Sport Vitesse, hat einige Designvorlagen wie zum Beispiel die Lufteinlässe hinter den Sitzen eingebracht.
Das Frontdesign präsentiert einen größeren, jedoch immer noch hufeisenförmigen Grill als beim Chiron; und auch die Scheinwerfer wurden stark abgeändert und erinnern von ihrer groben Form her an den Divo, mit den einzelnen Leuchtelementen jedoch auch an den Chiron. Mit den Aircurtains zwischen den Leuchtelementen und den auch sonst vergrößerten Einlässen kann daher nun so viel Luft wie noch nie zuvor durch den Hauptkühler geblasen werden. Außerdem hilft dieses Design, Luftverwirbelungen zu reduzieren.
Die Windschutzscheibe ist eher Bugatti-untypisch rund geformt, ähnlich wie dies beim Voiture Noire der Fall war. Direkt an der Scheibe wird auch das Stoffverdeck angebracht, für den Fall, dass auch einmal im Regen damit gefahren wird. Dieses ähnelt sehr stark dem seines Vorgängers Veyron Grand Sport und kann auf die gleiche Weise im Auto transportiert werden, das Verdeck wurde jedoch weiterentwickelt, ist allerdings immer noch eher eine Notlösung.
Das Heck erinnert optisch sowohl an den Bolide als auch an den Chiron. Die X-förmigen Heckleuchten gab es ähnlich schon beim Bolide, jedoch ohne den nun auch in Rot leuchtenden Bugatti-Schriftzug, und der Auspuff ist ähnlich mittig positioniert wie beim Standard-Chiron. Die wieder eingeführten Ansaugentunnels des Veyron über den Sitzen sind vom Heck her gut sichtbar, es ist das erste Auto von Bugatti seit dem Veyron, das diese wieder nutzt. Damit wird zum einen der Motor gut mit Luft versorgt, aber auch eine Erinnerung an den Bugatti Veyron geschaffen, wie mit vielen anderen ähnlichen Elementen zu anderen Bugattis auch.

## Antrieb

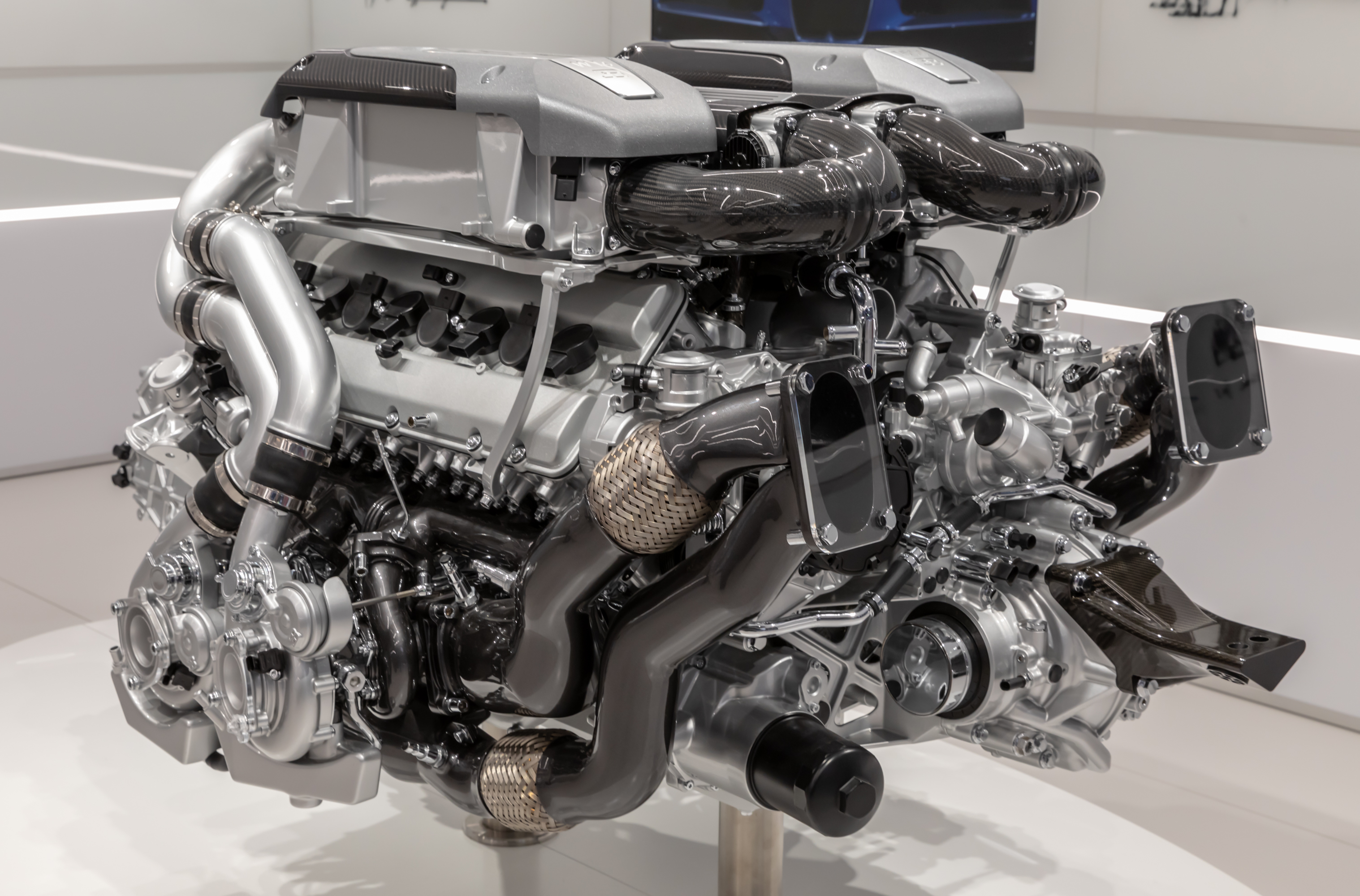
W16-Motor aus dem Bugatti Chiron

Wie oben bereits erwähnt, ist der Mistral das letzte Auto mit dem W16-Motor von Bugatti. Verwendet wird hier die Motorenversion des Chiron Super Sport 300+ mit 1176 kW (1600 PS) und 1600 Nm. Dieser hat 16 Zylinder, angeordnet im Doppelten-V-Motoren-System, die Ladeluft wird mit vier Turboladern verdichtet. Der Hubraum beläuft sich auf 7993 cm³. Das Getriebe wird voraussichtlich das genau gleiche sein wie im Chiron, genauso wie auch der sonstige Antriebsstrang. Auch der Innenraum mitsamt der Bedienung lässt auf die Verwandtschaft der beiden Modelle schließen. Die Höchstgeschwindigkeit wird von Bugatti mit 420 km/h angegeben. Im November 2024 erreichte Werksfahrer Andy Wallace mit einem Mistral auf einer Teststrecke in Papenburg eine Höchstgeschwindigkeit von 453,91 km/h. Damit löst das Modell den Bugatti Veyron Grand Sport Vitesse, der 408,84 km/h erreichte, als schnellstes Cabrio der Welt ab.